# Ян Марінус Вірсма
Ян Марінус Вірсма (нід. Jan Marinus Wiersma; 26 серпня 1951, Гронінген) — нідерландський політик, член Європейського парламенту (1994—2009). Член Партії праці, заступник голови групи «Партія європейських соціалістів» та член Комітету з закордонних справ Європейського парламенту.

## Життєпис
Закінчив історичний факультет Університету Гронінгена в 1978 році. Того ж року він став штатним співробітником Партії праці (PvdA). До 1987 року працював в адміністрації парламентського клубу в Твіде Камері. Потім працював міжнародним секретарем та другим заступником голови PvdA до 1999 року.
З 1994 по 2009 рік він був членом Європарламенту протягом трьох термінів. Заступник соціалістичної групи з 2004 року. Член Комітету з закордонних справ Європейського парламенту. Також був членом Підкомітету з питань безпеки і оборони, співголова комітету парламентського співробітництва «Україна-ЄС», «Румунія-ЄС» та «Молдова-ЄС».

## Нагороди
- Командорський хрест I ступеня Почесного знаку «За заслуги перед Австрійською Республікою» (2007)[5];
- орден «За заслуги» III ступеня (Україна, 2008)[6];
- Кавалер ордена Оранських-Нассау (Нідерларди, 2009)[7].